# 劉堅 (公主)

颍阴长公主（?—?），东汉第十一任皇帝桓帝刘志的女儿，名刘坚。她是刘志的次女，延熹七年（164年），汉桓帝刘志册封刘坚为颍阴长公主，史书没有记载她的丈夫。